# Aracamby
Aracamby is een geslacht van rechtvleugeligen uit de familie krekels (Gryllidae). De wetenschappelijke naam van dit geslacht is voor het eerst geldig gepubliceerd in 1993 door de Mello.

## Soorten
Het geslacht Aracamby omvat de volgende soorten:
- Aracamby balneatorius de Mello, 1993
- Aracamby mucuriensis de Mello, 1993
- Aracamby picinguabensis de Mello, 1993